# Straton II. (Punjab)
Straton II. war ein indo-griechischer König, der um 25 v. Chr. bis ca. 10 n. Chr. im östlichen Punjab regierte.
Straton II. scheint der letzte indo-griechische Herrscher gewesen zu sein und hatte sicherlich in seiner Regierungszeit vor allem mit den Indo-Skythen zu kämpfen. Seine Münzprägungen gelten als die schlechtesten der indo-griechischen Herrscher. Er ist heute nur von diesen Münzen bekannt, auf denen auch manchmal sein Sohn Straton (III.) Philopator erscheint, mit dem er demnach gemeinsam regierte. Seine Münzen zeigen auf der Rückseite Athene, auf der Vorderseite wird der Herrscher als Soter, also als Retter, bezeichnet, was wohl mehr einen Wunsch als ein Faktum ausdrückt. 
Straton II. wurde wohl von dem indo-skythischen Herrscher Rajuvula besiegt, womit die indo-griechischen Reiche ein Ende fanden. Wenn die Rekonstruktion der Ereignisse richtig ist, so handelt es sich auch um den letzten Herrscher des Hellenismus.

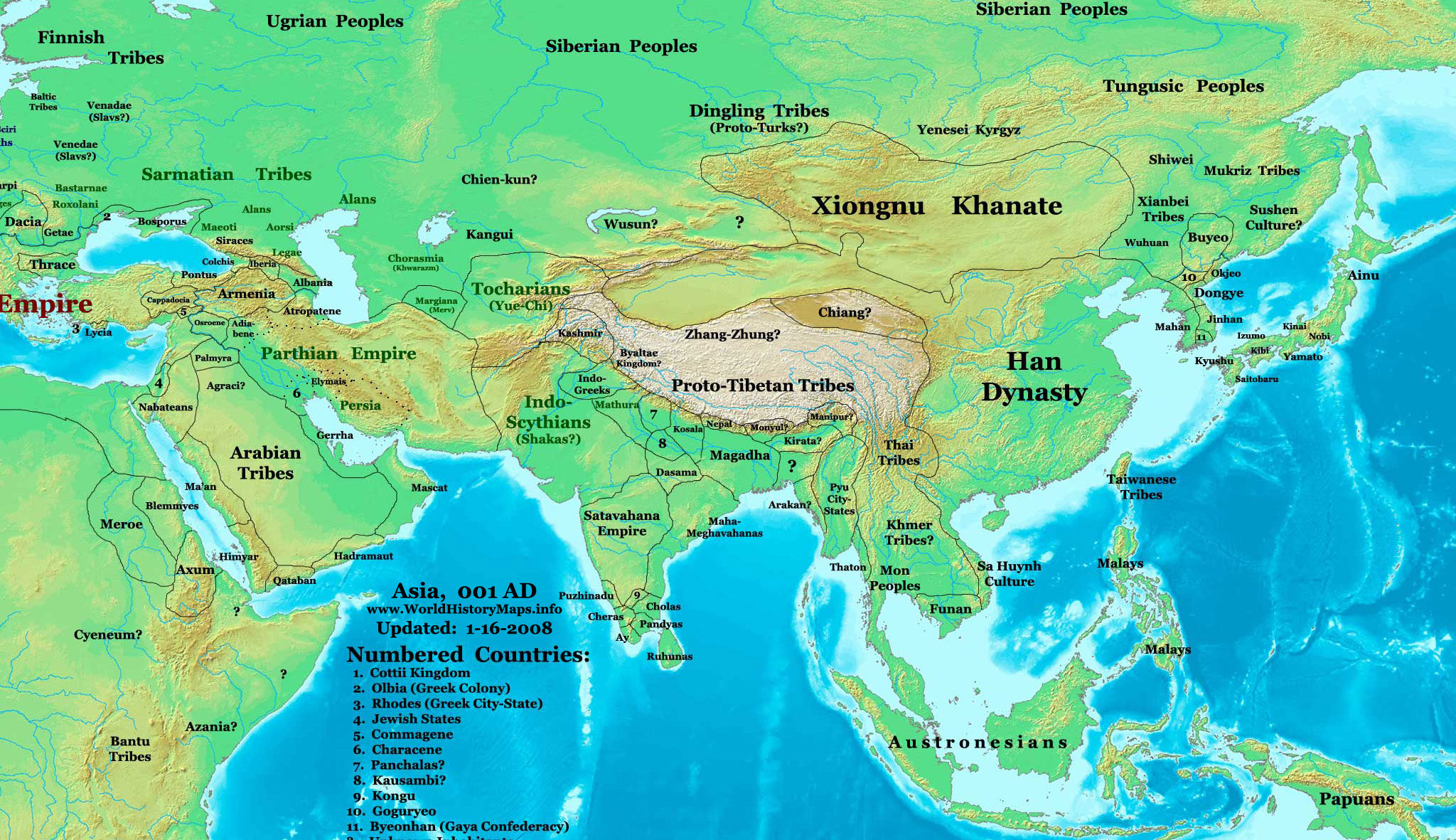
Asien im Jahr 1 nach Christus mit dem Indo-Griechischen Reich von Straton II.
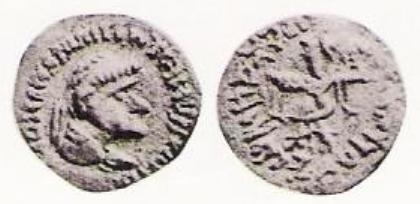
Münze, wohl von Straton II.
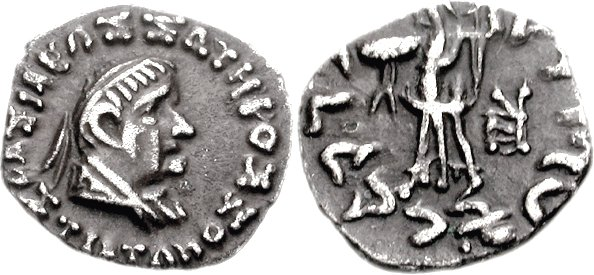
Münze von Straton II.